# Polyisopren

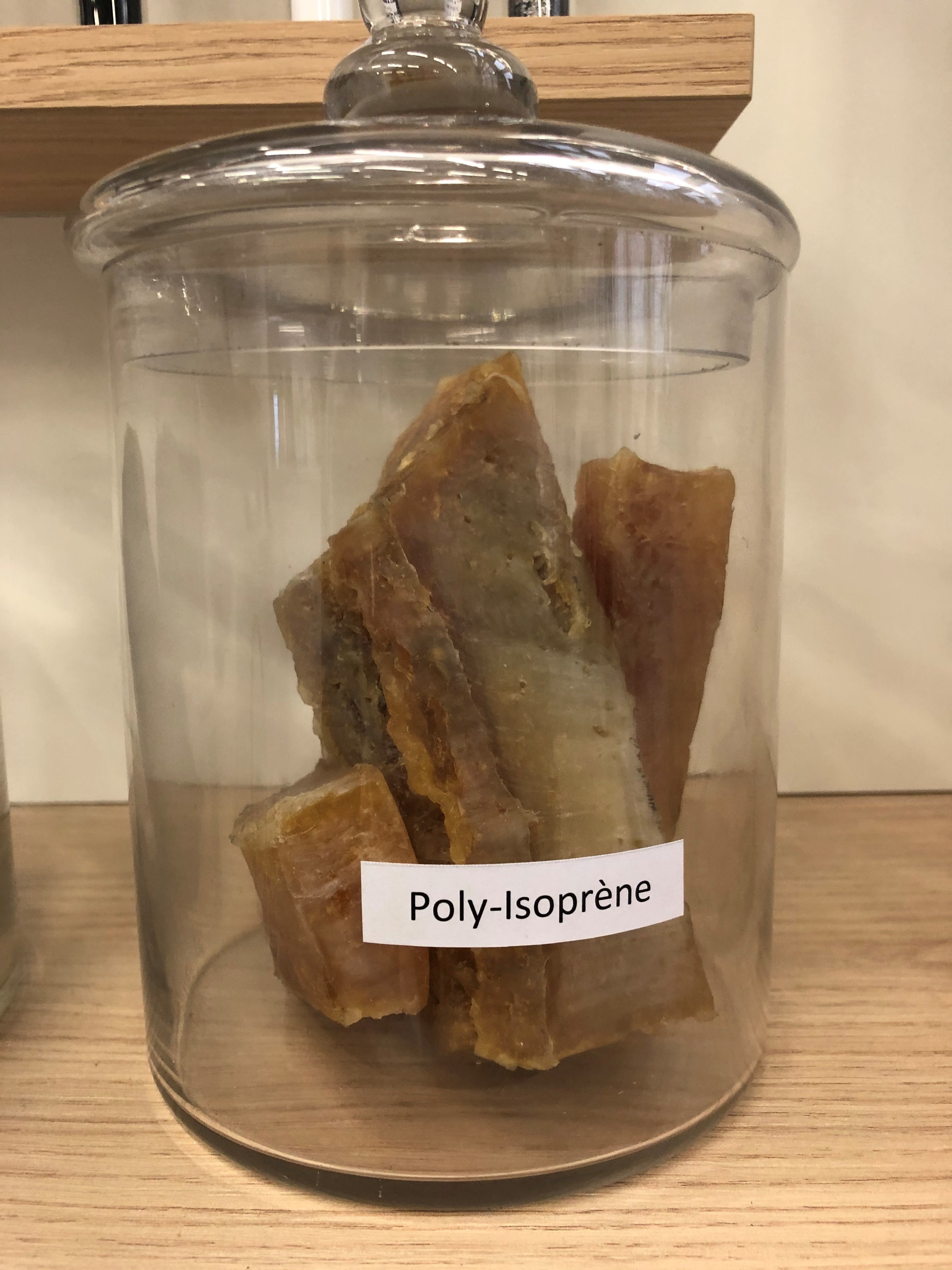
Một vài mẫu polyisopren trong lọ ở một phòng thí nghiệm ở Pháp.

Polyisopren là một loại polyme được tạo ra từ phản ứng trùng hợp của isopren. Trong thực tế, polyisopren thường được dùng để chỉ cis-1,4-polyisopren, được tạo ra bằng phản ứng polyme hóa isopren trong công nghiệp. Các dạng polyisopren tự nhiên cũng được sử dụng với số lượng đáng kể, quan trọng nhất là cao su tự nhiên, (chủ yếu là cis-1,4-polyisopren), có nguồn gốc từ nhựa cây. Cả polyisopren tổng hợp và cao su tự nhiên đều có tính đàn hồi cao và do đó được sử dụng để sản xuất lốp xe và nhiều ứng dụng khác.
Các đồng phân trans, khó điều chế hơn nhiều so với đồng phân cis. Nó cũng đã được tổng hợp và chiết xuất từ nhựa cây, loại nhựa này được gọi là gutta-percha. Chúng được sử dụng rộng rãi như một chất cách điện và là các thành phần của quả bóng gôn. Sản lượng polyisopren tổng hợp hàng năm trên toàn thế giới là 13 triệu tấn vào năm 2007 và 16 triệu tấn vào năm 2020.

## Tổng hợp

Bốn đồng phân của polyisopren.

Về nguyên tắc, quá trình trùng hợp isopren có thể tạo ra bốn đồng phân khác nhau. Số lượng của mỗi đồng phân trong polyme phụ thuộc vào cơ chế của phản ứng trùng hợp.
Quá trình trùng hợp chuỗi anion, được bắt đầu bởi n-Butyllithi, tạo ra polyisopren. Nhiều nhất là cis-1,4-polyisopren, chiếm 90–92%. trans-1,4-polyisopren chỉ chiếm 8-10%.
Trùng hợp chuỗi phối hợp: Với chất xúc tác TiCl4/Al(i-C4H9)3, tạo thành hợp chất cis-1,4-polyisopren tinh khiết hơn, tương tự cao su tự nhiên cũng được hình thành. Với VCl3/Al(i-C4H9)3, trans-1,4-polyisopren được hình thành.
1,2 và 3,4-polyisopren được tạo ra bởi chất xúc tác MoO2Cl2, phosphor và Al(OPhCH3)(i-Bu)2.

## Sử dụng
Cao su tự nhiên và polyisopren tổng hợp được sử dụng chủ yếu cho lốp xe. Các ứng dụng khác bao gồm các sản phẩm cao su, giày dép, dây đai, ống mềm và bao cao su.
Gutta-percha tự nhiên và trans-1,4-polyisopren tổng hợp được sử dụng cho bóng gôn.